# Cuerda máxima

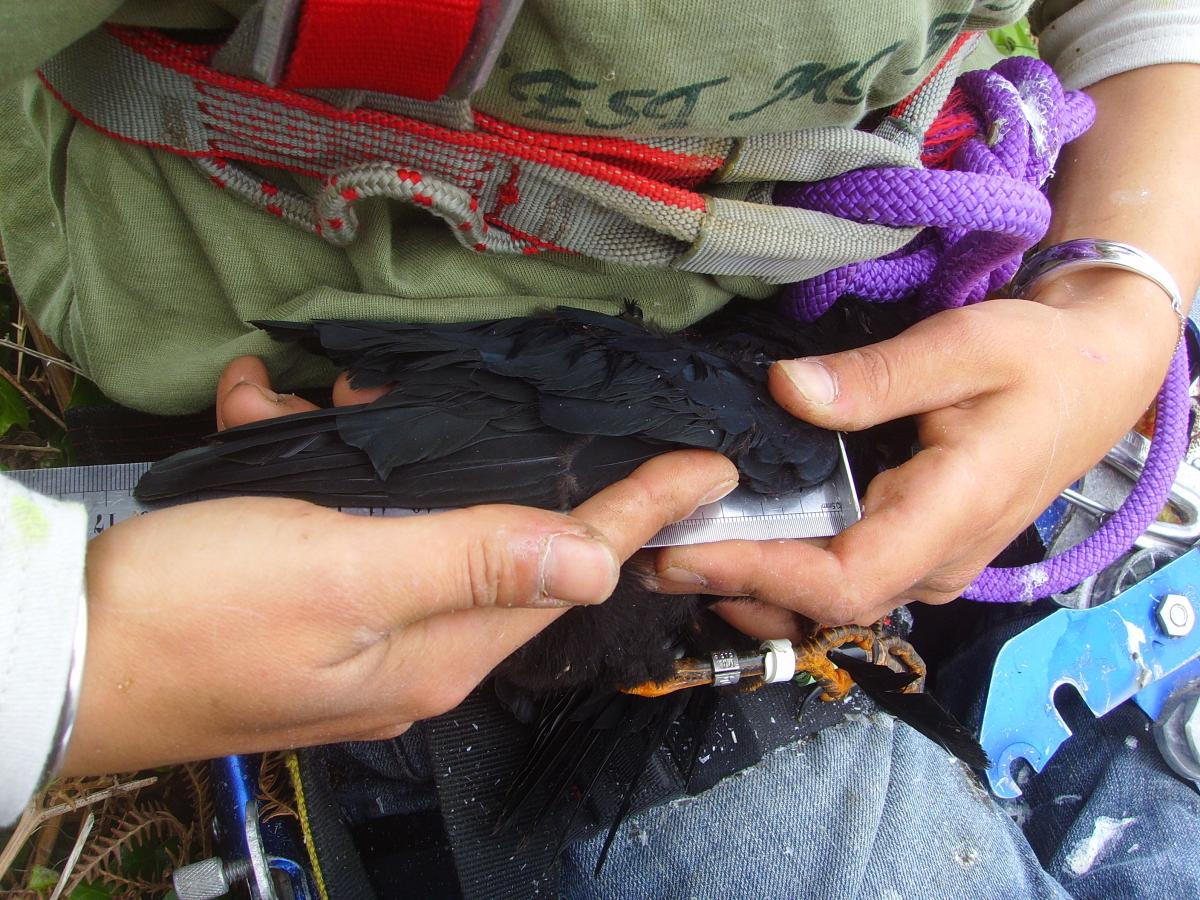
Medición de la cuerda máxima de una chova piquirroja durante su anillado.

La cuerda máxima es una medida anatómica estándar del tamaño del ala de las aves. Se trata del tramo distal y más largo del ala de un ave. Suele medirse colocando el ala flexionada junto al cuerpo y colocando la articulación de la muñeca sobre el cero de una regla con tope, y se mide hasta el punto dónde llega la rémige más larga, estirándola para eliminar cualquier curvatura.
Es una medida más exacta, es decir, menos sujeta a errores de medición y por lo tanto más reproducible, que la envergadura alar. La cuerda máxima es una medida usada en el estudio de las aves que sirve para diferenciar especies, subespecies y los sexos y conocer el desarrollo de las aves.